# Дерда Іван Михайлович
Дерда Іван Михайлович (28 травня 1963, Горошівці Заставнівського району Чернівецької області) — артист (соліст-вокаліст, баритон), педагог, культурно-громадський діяч, народний артист України.

## Біографія
Іван Михайлович Дерда народився 28 травня 1963 року в с. Горошівці Заставнівського району Чернівецької області. 
Після закінчення загальнообов'язкової середньої та семирічної музичної шкіл навчався в Чернівецькому училищі культури, де отримав перші уроки співу у викладача Святослава Мельничука. Під час військової служби з армійським ансамблем пісні і танцю об'їздив як співак з концертами Росію, Білорусь, Латвію, Литву, Естонію (1981—1982 рр.).

Професійну артистичну діяльність розпочав у 1983 році¸ навчаючись на підготовчому відділенні вокального факультету Львівської державної консерваторії і одночасно працюючи артистом мімансу Львівського театру опери та балету імені С. Крушельницької (на той час Львівському театрі опери та балету імені І.Франка).
У 1985 році поступає на навчання в Львівську консерваторію і продовжує працювати в Львівському театрі опери та балету.

Його педагогами в консерваторії були: по класу оперного співу — народний артист України, професор Ігор Кушплер, а по класу камерного співу — професор Мирослава Лагойда.

У 1990 році, після закінчення Львівської державної консерваторії ім. М. В. Лисенка, повертається на Буковину і розпочинає роботу провідним солістом Державного заслуженого Буковинського ансамблю пісні і танцю під керівництвом лауреата Національної премії ім. Т.Шевченка, народного артиста України
Андрія Кушніренка, давши сценічне життя багатьом творам, які поклав маестро на музику.

Наполегливість у праці для досягнення високої майстерності допомогла співакові стати переможцем багатьох конкурсів та фестивалів.

В 1995 році перейшов на роботу провідним солістом Чернівецької обласної філармонії, де продовжує працювати і зараз.

У 2002 році Івана Дерду запрошують, паралельно з його концертною діяльністю, працювати асистентом кафедри музики факультету педагогіки, психології та соціальної роботи Чернівецького національного університету імені Юрія Федьковича, а з 2005 р.він — доцент кафедри музики, викладаючи курси педагогічної майстерності і вокалу.

У 2008 році йому було надано вчене звання доцента,  а з 2021 р. Івану Дерді присвоєно вчене звання професора кафедри музики Чернівецького національного університету імені Юрія Федьковича.

Авторська серія митця «Буковинська китиця» (тут він виступав, як композитор, автор солоспівів на слова буковинських поетів 19-20 століть) одержала нагороду на загальнонаціональному конкурсі «Українська мова — мова єднання» — відзначена дипломом І ступеня (м. Одеса, 2009 р.).

За значні досягнення в розвитку культури та мистецтва краю, розбудову та зміцнення Української держави нагороджений медаллю «Будівничий України», іншими нагородами. 

Іван Дерда — член Національної всеукраїнської музичної спілки (з 1992).

За вагомий внесок у справу українського національного відродження  ім'я Івана Дерди у 2019 році  занесене в  Енциклопедію сучасної України (ЕСУ).

З 1997 року Іван Михайлович Дерда Заслужений артист України.
З 2018 року Іван Дерда Народний артист України

## Творча діяльність

### Концертна діяльність
Іван Дерда багатьом новим творам дав творчі крила. 

Зокрема, став першим виконавцем кантати «Молюсь за тебе, Україно» (для соліста, хору і симфонічного оркестру), яка стала своєрідною візитною карткою Буковини, «Думи про Сагайдачного» (для соліста, хору і оркестру), присвяченої Хотинській битві 1621 року, прем'єра якої відбулася під час відкриття пам'ятника гетьману Сагайдачному на території славетної Хотинської фортеці (обидва названі твори композитора Андрія Миколайовича Кушніренка)(1991 р.). 

В активі концертної діяльності Івана Дерди близько 100 тематичних концертних програм. 

Він здійснив майже 1500 творчих виступів, з них добра третина — на благодійних засадах. 

Співак бажаний гість робітників промислових підприємств, трудівників села, інтелігенції, студентської та учнівської молоді. 

Співак створив і брав участь у багатьох концертних програмах, присвячених відродженню із забуття імен відомих митців України: Максиміліана Максакова, Соломії Крушельницької, Лідії Липковської, Ореста й Дениса Руснаків та інших.

Наполегливість у праці для досягнення високої майстерності допомогла співакові стати переможцем багатьох конкурсів та фестивалів.

### Композиторська діяльність
Іван Дерда — автор музики гімну Державного казначейства України. (2008).

Він автор п'яти вокальних збірок:
- «Невмируща моя Україна» (на слова В.Васкана, 2003 р.);
- «Колискова для матері» (на слова І.Бажанського, 2005);
- «Дванадцять місяців» (вокальний цикл для дітей на слова В.Скавроника, 2005);
- «Кредо» (рекомендовано Міністерством освіти і науки України як навчальний посібник для студентів вищих навчальних закладів, 2007);
- «За знаком часу» (вокальний цикл на вірші Т.Севернюк, які стали «Книгою 2008 року» на Буковині в номінації «Мистецтво» (2008).

Автор пісень:
- «Моя Україна»;
- «Нас кличе матір-Україна»;
- «Козацька доля»;
- «Козацькі оркестри»;
- «Буковина, рідний край»;
- «Святися роче».

### Гастрольна діяльність
Вокальне мистецтво Івана Дерди захоплено сприймають під час його гастролей як в Україні, так і за кордоном:
- Румунії (1992, 2002, 2004);
- Канаді (1993);
- Польщі (1995-1996);
- Боснії (1997);
- Молдові (1998-2004);
- Іспанії (2001, 2004);
- Португалії (2004);
- Франції (2005);
- Греції (2005);
- Литві (2007, 2010);
- Італія(2009).

### Педагогічна діяльність
Іван Михайлович Дерда крім читання студентам лекцій і проведення практичних занять постійну увагу приділяє підготовці навчальних матеріалів, розробляє і видає ряд посібників під загальною назвою «Буковинська китиця» для підвищення ефективності навчального процесу. 

Посібники одержали рекомендацію (гриф) Міністерства освіти України до використання. 

В останній час підготовлена до випуску вокальний цикл (посібник) на вірші Дмитра Павличка «Крізь віки».

## Культурно-громадська діяльність
Іван Михайлович Дерда — активний музично-громадський діяч:
- член Правління Чернівецького обласного відділення Українського фонду культури,
- член Національної всеукраїнської музичної спілки,
- член правління обласного об'єднання Всеукраїнського товариства «Просвіта» ім. Т.Шевченка,
- постійний учасник вечорів, присвячених видатним діячам української культури Т.Шевченку, І.Франку, Ю.Федьковичу, М.Лисенку, С.Воробкевичу, Д.Павличку, В.Івасюку, Д.Гнатюку, І.Миколайчуку, Н.Яремчуку, І.Холоменюку, Д.Загулу, І.Бажанському та багатьом іншим.

Іван Михайлович Дерда — депутат ради одного із районів міста Чернівці.

## Нагороди
- Заслужений артист України (1997)[3];
- Народний артист України (2018)[1]
- Кавалер Канадського ордена «Лицарський хрест заслуги» (1999);
- Відмінник освіти України (1998);
- Медаль "На славу Чернівців" (2008);
- Почесна відзнака «Буковина»;
- Грамота Міністерства культури і мистецтв України (2000);
- Почесний знак «За наукові досягнення» Міністерства освіти і науки України;
- Літературно-мистецька премія імені Сидора Воробкевича;

- Премія імені Івана Бажанського (2004);
- Літературно-мистецька премія часопису «Німчич» (м. Вижниця) (2009);
- Лауреат VI Міжнародного конкурсу «Золоті трембіти» (1996);
- Лауреат Всеукраїнського конкурсу патріотичної пісні «Воля-97» (1997);
- Лауреат «Пісенного вернісажу» (з врученням Золотої Ніки) (2007);
- Лауреат Всеукраїнського радіофестивалю «Пісні рідного краю»(2010);
- Дипломом І ступеня загальнонаціонального конкурсу «Українська мова — мова єднання» (м. Одеса, 2009);
- Медаль «Будівничий України» Всеукраїнського товариства «Просвіта» імені Т.Шевченка(2003);
- Медаль «10 років МВС України» (2003);
- Почесний нагрудний знак Буковинської державної медичної академії (2000);
- Почесний знак «Герб Буковини» (2002);
- Орден «Христа Спасителя» (2000);
- Орден Архистратига Михаїла ІІ ступеня (2002),
- Орден князя Володимира ІІІ ступеня (2003);
- Орден «Козацький хрест» ГЕТЬМАНА ВИГОВСЬКОГО (2013);
- Почесна відзнака асоціації перекладачів та філологів України (2014);
- ЛИЦАР ГУМАННОЇ ПЕДАГОГІКИ, золотий знак «СЕРЦЕ І ЛЕБІДЬ» (2013);